# Bulbophyllum lamii
Bulbophyllum lamii là một loài phong lan thuộc chi Bulbophyllum.